# 2,3,7,8-Tetraklordibenso-p-dioxin
2,3,7,8-Tetraklordibenso-p-dioxin, förkortat TCDD, är ett miljögift. TCDD används som referenssubstans för andra dioxiner och dioxin-lika ämnen, exempelvis polyklorerade bifenyler (PCB). Det är det giftigaste halogenerade dioxinet och en av de giftigaste substanserna man känner till över huvud taget.
TCDD har ingått som förorening i olika klorerade aromatiska föreningar, bland andra herbiciden 2,4,5-Triklorfenoxiättiksyra. Utsläppen i samband med Sevesokatastrofen innehöll bland annat TCDD.

## Framställning
TCDD har aldrig producerats kommersiellt utom som en ren kemikalie för vetenskaplig forskning. Den förekommer emellertid som en syntetisk sidoprodukt vid framställning av vissa klorfenoler eller klorfenoxi-herbicider. Den kan även bildas tillsammans med andra polyklorerade dibensodioxiner och dibensofuraner vid varje förbränning, i synnerhet om vissa metallkatalysatorer, såsom koppar är närvarande.
Den största produktionen sker från avfallsförbränning, metallproduktion, och förbränning av fossila bränslen eller trä.